# Zvečan
Zvečan (serb.-cyrylica Звечан, alb. Zveçan lub Zveçani) – miasto i gmina w północnej części Kosowa, separatystycznego regionu Serbii, który ogłosił niepodległość. Znajduje się w regionie Kosowskiej Mitrowicy, gmina Zvečan, liczy około 10 tys. mieszkańców (2006). Burmistrzem miasta jest Ilir Peci, który wygrał w zbojkotowanych przez Serbów wyborach w 2023 roku.